# 14 août dans les chemins de fer
14 juillet 14 septembre
Chronologies thématiques
- Croisades
- Sports
- Disney

Cette page concerne les événements qui se sont déroulés un 14 août dans les chemins de fer.

## Événements

### XIXesiècle
- 1863 : en France, ouverture de la section Clermont-l'Hérault-Lodève de la ligne Agde-Vias-Lodève (compagnie du Midi)
- 1891 : en France, ouverture du premier tronçon de 13 kilomètres entre Mezel et Digne-les-Bains sur la ligne Nice / Digne-les-Bains des Chemins de fer de Provence.
- 1894 : en France, ouverture de la ligne Guingamp - Paimpol sur le Réseau breton.

### XXesiècle
- 1910 : en France, dans la Charente-Inférieure, un train « de plaisir » rempli de vacanciers en provenance de Bordeaux déraille à Saujon, faisant 38 morts et quatre-vingt blessés, dont des enfants, notamment des pensionnaires d'une institution de filles de Barsac, venues passer quelques jours de vacances sur la côte[1].
- 1995 : en Malaisie, mise en service du premier train de banlieue électrique du pays, dans la banlieue de Kuala Lumpur.
- 1999 : entre le Danemark et la Suède, pose du dernier tablier du lien fixe de l'Oresund reliant Copenhague à Malmö en présence de la princesse héritière de Suède et du prince héritier du Danemark.